# Abbazia di Whitby

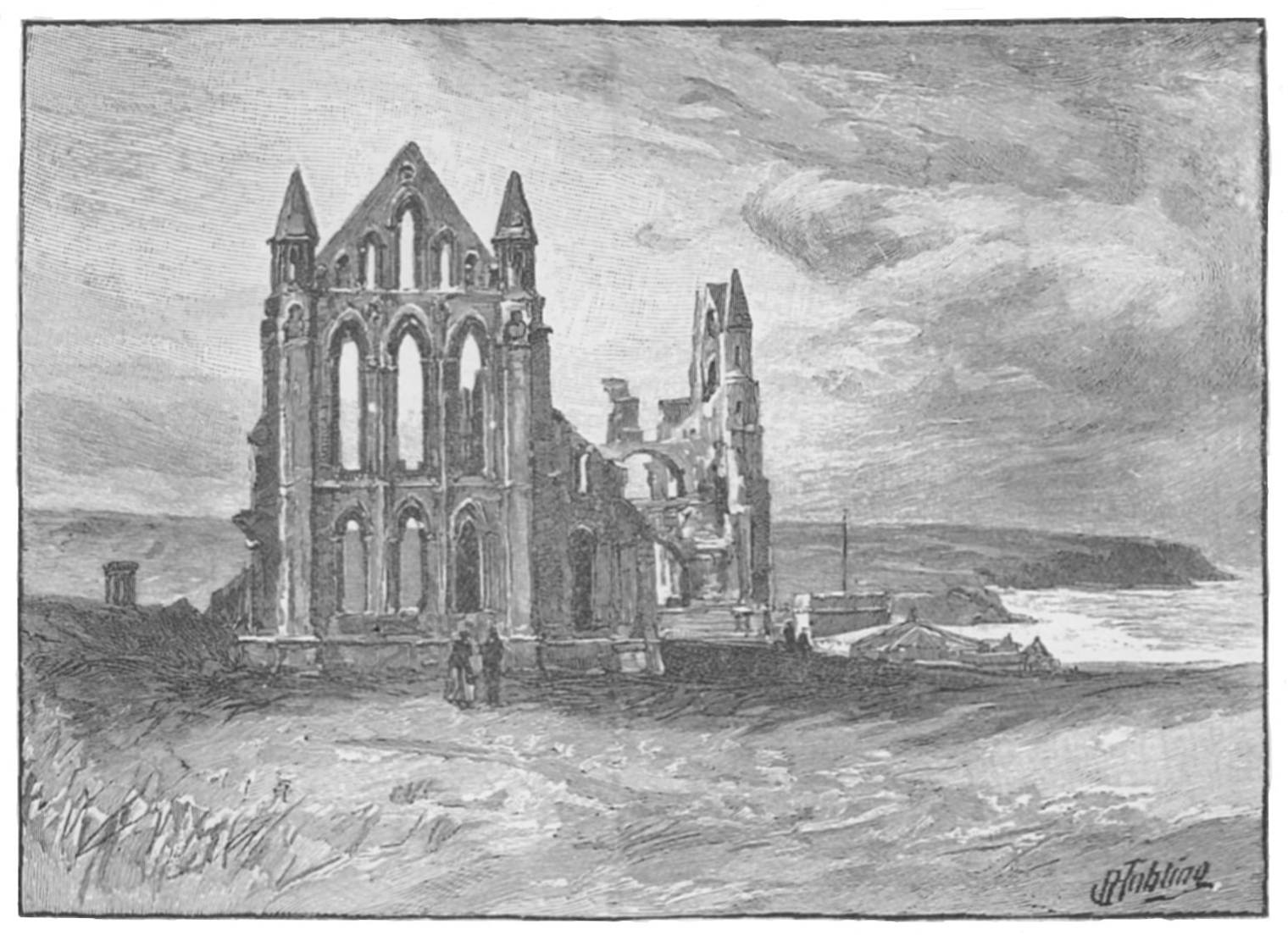
Illustrazione delle rovine dell'abbazia di Whitby

L'abbazia di Whitby era un'antica abbazia benedettina, le cui rovine sono situate nell'omonima città del North Yorkshire sulla costa nord-orientale dell'Inghilterra.
Le austere rovine dell'abbazia di Whitby sono più di un semplice paesaggio. Generazioni sono state attratte da questo splendido promontorio come posto di insediamento, devozione religiosa ed ispirazione letteraria.

## Storia
Venne fondata nel 657 d.C. da Oswy (Oswiu), re anglosassone della Northumbria, come Streoneshalh (il nome originario della città di Whitby dov'è situata l'abbazia). Il re nominò Ilda, badessa dell'abbazia di Hartlepool e nipote di Edwin, primo re cristiano della Northumbria, come prima badessa secondo le regole del Cristianesimo celtico. Si presume che il nome Streoneshalh significhi fortezza per via di un probabile antico accampamento romano precedentemente situato sul luogo. Tuttavia questa ipotesi non è mai stata accertata ed altre teorie sono state avanzate. Ad esempio l'antico nome potrebbe significare insediamento di Streona in riferimento ad Eadric Streona. Ciò però è molto improbabile per una semplice considerazione cronologica: Strenna morì nel 1017, quindi il nome Streoneshalh anticiperebbe la sua nascita di parecchi secoli.
Il monastero fu anche dimora del grande poeta sassone Cædmon. Nel 664, l'abbazia ospitò il Sinodo di Whitby, durante il quale il re Oswiu dichiarò che la chiesa della Northumbria avrebbe adottato il calcolo della Pasqua ed il rito della tonsura propri della Chiesa Romana, abbandonando gli usi e costumi del Cristianesimo celtico per i dettami e le dottrine della Chiesa di Roma. 
Nell'867 l'abbazia fu assediata dai Vichinghi e quindi abbandonata.
William de Percy ordinò che fosse rifondata (1078) da Regenfrith (Reinferd), un monaco soldato, dedicandola a San Pietro e sant'Ilda di Whitby. Successivamente diventò Presteby (che significa "dimora dei sacerdoti" in norreno), poi Hwytby; in seguito Whiteby ("insediamento bianco" nella stessa antica lingua, probabilmente dal colore delle case), ed infine Whitby.
Il secondo monastero durò finché non fu distrutto da Enrico VIII nel 1540 durante la Dissoluzione dei monasteri in Inghilterra. L'abbazia cadde in rovina, e venne sfruttata come cava di pietre, ma rimase un punto di riferimento importante per i naviganti. Le rovine sono oggi custodite dall'English Heritage.

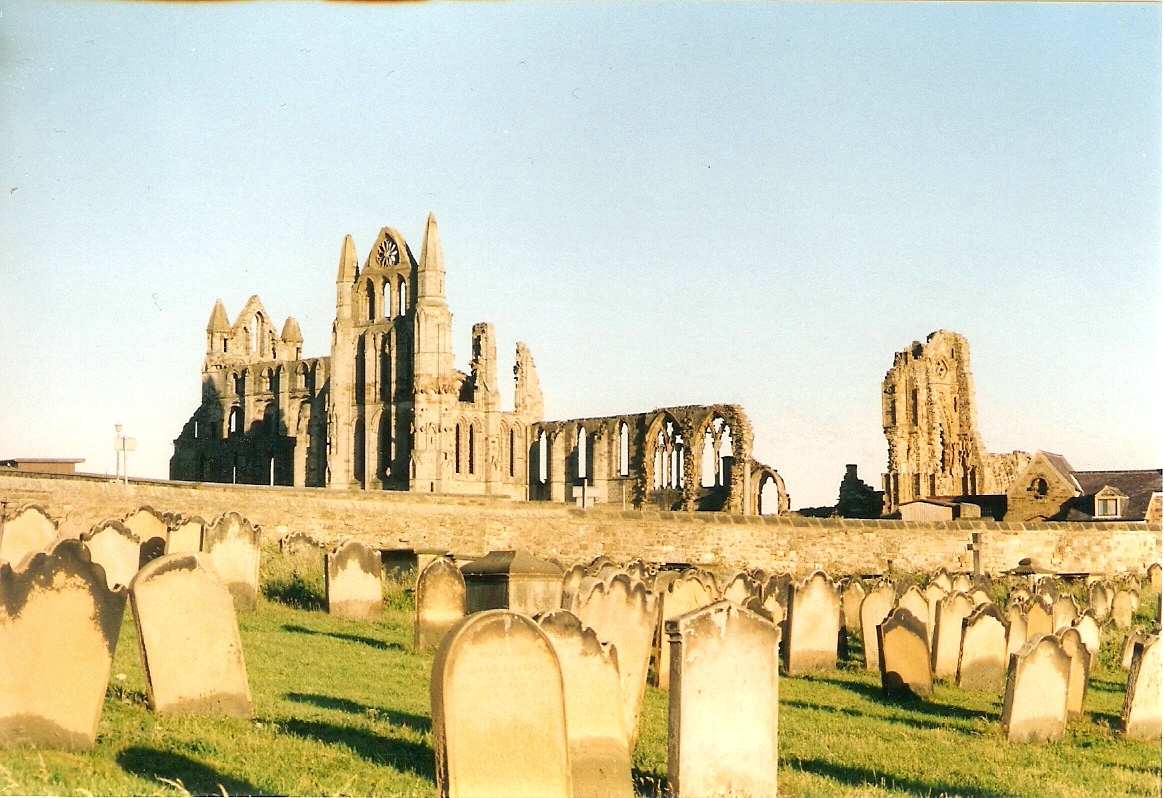
L'abbazia di Whitby vista dal promontorio vicino
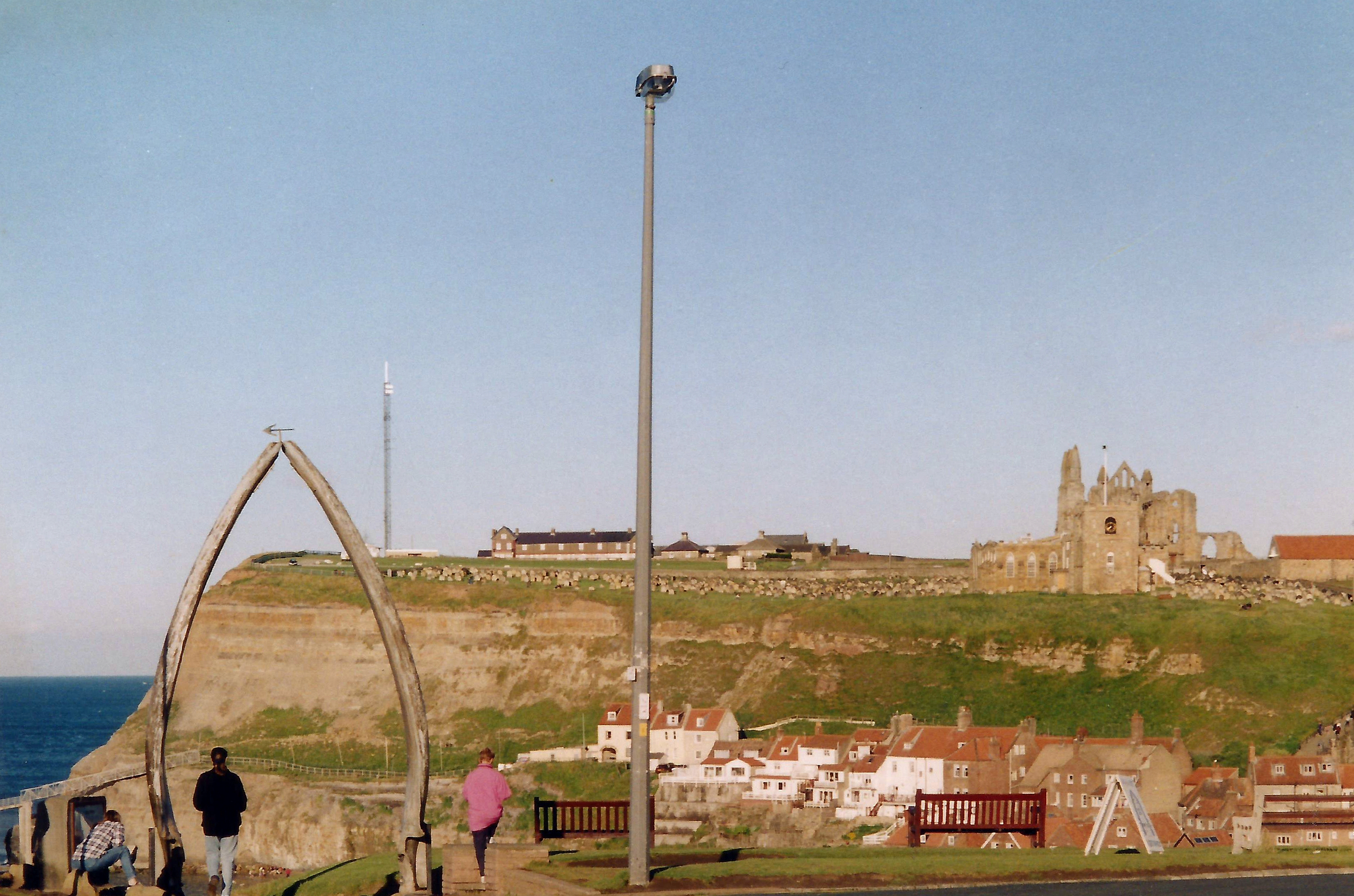
Arco di ossa di balena nei pressi dell'abbazia
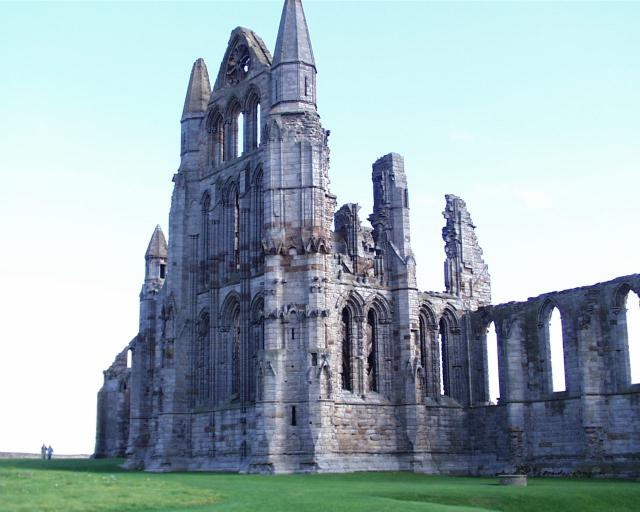
Rovine dell'abbazia viste da Nord-Ovest

## Cultura di massa
Le rovine ispirarono il romanzo Dracula di Bram Stoker (in cui è citata al capitolo VI).
Nel romanzo Brenda and Effie di Paul Magrs, l'abbazia di Whitby nasconde un'entrata segreta per l'inferno - le fauci delle arpie.